# The Ocean Cleanup
The Ocean Cleanup er en fond, der udvikler teknologier til at udtrække plastforurening fra havene, og forhindre at mere plastikaffald kommer i verdens farvande. Organisationen blev grundlagt i 2013 af Boyan Slat, en hollandsk-født opfinder, iværksætter af kroatisk oprindelse, der fungerer som selskabets administrerende direktør, og har modtaget over 31,5 millioner dollar i donationer siden grundlæggelsen. Blandt bidragyderne er Salesforce.com-administrerende direktør Marc Benioff, filantrop Peter Thiel, Julius Baer-Foundation og Royal DSM. The Ocean Cleanup har også indsamlet over to millioner amerikanske dollar med hjælp fra en crowdfunding-kampagne i 2014. Hovedkvarteret ligger i Delft, Holland.
Flodsystemerne organiisationen fremstillet består af forskellige flydende barrierer, der ar fastgjort inde på bredden. The Ocean Cleanup har også udgivet videnskabelige artikler og estimerer at "1% af verdens floder (~1000 floder) står for 80% af forureningen i verdens have". They aim to deploy their river systems in these 1000 rivers.
I august 2023 havde organisationen fjernet mere end 15,8 mio. kg skrald fra floder og fra Affaldsøen i det Nordlige Stillehav.

## Hæder
- 2014 Champion of the Earth – The United Nations Environment Programme.[13]
- One of the 20 Most Promising Young Entrepreneurs Worldwide – Intel EYE50.[14]
- 2015 Maritime Young Entrepreneur Award.
- In 2015, the Array was named as a London Design Museum Design of the Year.[15][16]
- 2015 INDEX: Award.[17]
- 2015 Fast Company Innovation By Design Award in the category Social Good.[18]
- 2015 100 Global Thinkers 0 Foreign Policy.[19]
- 2016 Katerva award.[20]
- 2017 Norwegian Shipowners' Association's Thor Heyerdahl award.[21]